# کبوتران (اندیمشک)
کبوتران (اندیمشک)، روستایی از توابع بخش الوار گرمسیری شهرستان اندیمشک در استان خوزستان ایران است.

## جمعیت
این روستا در دهستان قیلاب قرار دارد و براساس سرشماری مرکز آمار ایران در سال ۱۳۹۵، جمعیت آن ۱۲نفر (۵خانوار) بوده‌است.